# Alexis Cruz
Pour les articles homonymes, voir Cruz.
Alexis Cruz est un acteur américain d'origine portoricaine, né le 29 septembre 1974.

## Biographie
Alexis Cruz fait ses premiers pas sur grand écran en 1989 avec East side story, le dernier film tourné par Robert Wise, le célèbre réalisateur de West Side Story.
Cinq ans plus tard, il accède à une certaine notoriété grâce au rôle de Skaara dans le film Stargate, la porte des étoiles, de Roland Emmerich. Il est l'un des deux seuls acteurs (avec Erick Avari) à reprendre son rôle dans la série inspirée du film : Stargate SG-1.
En 1994, il tient l'un des rôles principaux dans Lonesome Dove : Le Crépuscule, qui fait suite à la série à succès Lonesome Dove : Cruz y tient le rôle du principal antagoniste de cette série, Joey Garza, un jeune pistolero surdoué, froid et imprévisible. En 1997 il joua dans The Brave de Johnny Depp, adapté du roman éponyme de Gregory Mcdonald (traduit en français sous le titre Rafael, derniers jours) : le film raconte le sinistre pacte qui lie un jeune homme pauvre et un réalisateur de snuff movie.
Il apparaît également dans la série Shark en 2006, aux côtés de James Woods, où il interprète le personnage de Martin Allende. Il reprend plusieurs fois son rôle de Rafael dans la série Les Anges du bonheur.
Dans un registre tout à fait différent, Cruz apparaît dans le jeu vidéo L.A. Noire.

## Filmographie

### Cinéma

#### Court métrage
- 1999 : Learning to Swim : Guillermo
- 2004 : Stand Up for Justice : Ralph Lazo
- 2005 : Last Call : jeune Dominic
- 2012 : Muy Macho : Jaime / Caliente

#### Long métrage
- 1987 : Le Dragueur : Charlie
- 1989 : East Side Story (Rooftops) : Squeak
- 1994 : Stargate, la porte des étoiles : Skaara
- 1997 : The Brave : Heyman
- 1998 : Why Do Fools Fall in Love : Herman Santiago
- 2000 : That Summer in LA : Smiley
- 2002 : Bug: Sung
- 2003 : Dark Wolf (vidéo) : Miguel
- 2004 : Spectres : Sean
- 2006 : The Last Time : Alvarez
- 2007 : Tortilla Heaven : Marco
- 2009 : Jusqu'en enfer : Farm Worker
- 2014 : Altergeist : Mike

### Télévision

#### Téléfilm
- 1990 : Le Vieil homme et la mer (en) (The Old Man and the Sea) de Jud Taylor : Manolo
- 1990 : Gryphon de Mark Cullingham : Ricky
- 1995 : Price of Love de Hermon Hailay : Alberto
- 1996 : Grand Avenue de Daniel Sackheim : Raymond
- 1996 : Time Well Spent de Bill D'Elia : Bobby Castillo
- 1997 : Émeutes à Los Angeles (Riot) (segment "Caught in the Fever") de Galen Yuen, Alex Munoz, Richard Di Lello et David C. Johnson : Carlos
- 1997 : Detention: The Siege at Johnson High (en) de Michael Watkins : Frankie Rodriguez
- 2002 : Almost a Woman (en) de Betty Kaplan (en) : Nestor
- 2006 : Slayer (en) de Kevin VanHook : Alex

#### Série télévisée
- 1985 : Cosby Show (The Cosby Show) (saison 1, épisode 23 : Restons calmes) : Enrique Tarron
- 1992 : 1, rue Sésame (Sesame Street) (saison 24, épisode 30) : Alex
- 1994 : Lifestories: Families in Crisis (en) (saison 1, épisode 13 : POWER: The Eddie Matos Story) : Eddie Matos
- 1995 : Urgences (ER) (saison 1, épisode 14 : Parcours d'une longue journée) : Terry
- 1996 : Esprits rebelles (en) (Dangerous Minds) : Art Gonzalez
  - (saison 1, épisode 10 : Trust Me)
  - (saison 1, épisode 11 : Moonstruck)
- 1999 : Lonesome Dove : Le Crépuscule (Streets of Laredo) (mini-série) : Joey Garza
- 2000 : New York Police Blues (NYPD Blue) (saison 7, épisode 14 : Désintoxication) : Roberto Santos
- 2000 : Arliss (Arli$$) (saison 5, épisode 12 : Where There's a Will)
- 2001 : Providence (saison 4, épisode 04 : Question de confiance) : Victor Ortiz
- 2001 - 2002 : Washington Police (The District) : Castillo / Eduardo Castillo
  - (saison 2, épisodes 02 : La Valise diplomatique)
  - (saison 2, épisodes 21 : Sept minutes de trop)
- 1997 - 2003 : Stargate SG-1 : Skaara / Klorel
  - (saison 1, épisode 01 : Enfants des dieux : Première partie)
  - (saison 1, épisode 02 : Enfants des dieux : Seconde partie)
  - (saison 1, épisode 22 : Dans le nid du serpent)
  - (saison 2, épisode 01 : La Morsure du serpent)
  - (saison 3, épisode 15 : Simulation)
  - (saison 6, épisode 22 : Pacte avec le diable)
- 1997 - 2003 : Les Anges du bonheur (Touched by an Angel) (16 épisodes) : Rafael
- 2004 : American Family (8 épisodes) : sergent Joaquin Garcia
- 2004 : Les Experts (CSI: Crime Scene Investigation) (saison 5, épisode 10 : Intolérables cruautés) : Première classe Phillip Riley
- 2005 : Eyes (saison 1, épisode 02 : Enlèvement) : Oliver Sanchez
- 2006 - 2007 : Shark (11 épisodes) : Martin Allende
- 2012 : Eagleheart (en) (saison 2, épisode 07 : Beat Shack) : Otto
- 2013 : Perception (saison 2, épisode 01 : Quelqu'un d'autre) : Joseph Garcia
- 2013 : American Girl Trapped on a Telenovela (saison 1, épisode 01 : Pilot) : Estephan
- 2013 : Castle (saison 6, épisode 07 : Tel père, telle fille) : Lyle Gomez
- 2022 : New York, unité spéciale (saison 23, épisode 17) : Père Daniel

## Jeu vidéo
- 2011 : L.A. Noire : patrouilleur Enrique Gonzales (voix)